# Michaela Dubcová
Michaela Dubcová(* 17. ledna 1999 Valašské Meziříčí) je česká profesionální fotbalistka, která hraje na pozici záložnice za italský klub AC Milán a za český národní tým. Kariéru začínala v prvoligovém Slovácku a po ročním angažmá ve Slavii Praha přestoupila do Sassuolo Femminile, odkud se v roce 2020 vrátila zpět do Slovácka. Její dvojče Kamila Dubcová je také fotbalistka.

## Klubová kariéra

### Slovácko a Slavia Praha
V české nejvyšší soutěži Michaela Dubcová hájila nejprve barvy Slovácka. Společně se sestrou pak v roce 2018 na jednu sezónu přestoupila do Slavie Praha, za kterou nastupovala i v Lize mistryň UEFA, kde v osmi zápasech vstřelila tři branky. V české lize i poháru dosáhla v sezóně 2018/2019 na druhé místo.

### Sassuolo a návrat do Slovácka
V červenci 2019 přestoupily obě sestry Dubcovy do italského Sassuola. Michaela se po roce vrátila zpět do Slovácka, ale Kamila v Itálii zůstala. Sestry tak v sezóně 2020/2021 poprvé nehrály ve stejném klubu. Michaela Dubcová se zařadila do základní sestavy Slovácka, kde v sedmi zápasech třikrát skórovala a pomohla týmu upevnit třetí příčku v 1. lize před přerušením soutěže vinou koronavirové krize.

### AC Milán
Společně se svým dvojčetem Michaelou přestoupila v létě 2022 do AC Milán. Se slavným italským klubem podepsaly třiadvacetileté české reprezentantky smlouvu na dva roky. AC to oznámil na svém webu.

## Reprezentační kariéra
V letech 2014–2016 hrála za českou juniorskou reprezentaci do 17 let, od roku 2017 za reprezentaci do 19 let.
Za seniorskou reprezentaci debutovala jako devatenáctiletá v kvalifikaci na mistrovství světa 2019 dne 4. září 2018 proti Islandu, kdy v odehrála 64 minut na postu útočnice. V kvalifikaci na mistrovství Evropy 2022 nastoupila jako střídající do domácího utkání se Španělskem.